# 高发 (齐国)
高发（?—?），姜姓，高氏，中國春秋時期齊國的大夫。
前523年，齐国大夫高发伐莒国，莒共公逃到纪国的鄣。高发派孙书进攻纪鄣。起初，莒共公杀了一个妇女的丈夫，她就成了寡妇，年老寄居在纪鄣，纺线搓绳量到城墙的高度后，收藏起来。齐军兵临城下，她把绳从城墙头扔出城外。有人把绳子献给孙书，孙书派军卒在夜里攀绳登城，六十个人登上城，绳子断了。齐军击鼓呐喊，城上的人也一起呐喊。莒共公害怕，开西门而逃。七月十四日，齐军进入纪鄣。。